# Бронедрезина тяжёлая
Бронедрезины тяжёлые (БДТ) — советские бронедрезины, предназначенные для разведки и охранения в полосе железной дороги. Всего в 1935-1937 годах было построено пять БДТ.

## История
Летом 1934 года по выданным управлением механизации и моторизации РККА (УММ) тактико-техническим требованиям предполагали сделать три разных типа бронедрезин — тяжёлую, транспортер и штабную: 
Тяжёлая бронедрезина с основным назначением выполнения боевых задач в ближнем бою, охране мостов и железнодорожных сооружений, борьбе с отрядами, танками, дрезинами противника и сопровождение на марше эшелонов и колонн. 
Бронедрезина-транспортер с назначением обеспечение передвижения взвода управления бронепоездной части под огнём противника при переброске по железнодорожному полотну для организации командного и наблюдательного пунктов, и транспортировке раненых и спец грузов. 
Но только в конце 1934 года специальный цех московского железнодорожноремонтного завода (завод Можерез) изготовил опытную бронедрезину. Как и другие военные разработки этого эавода, она обозначена «Э» (экспериментальный образец) — Э-7 (тяжёлая). Главный конструктор Э-7 инженер Ф. Трусов, Э-4, в общем руководил работами начальник конструкторского бюро завода Можерез Н. Гуленко.
При передачи в войска дрезина получила новый индекс БДТ (бронедрезина тяжёлая, иногда встречается БДТ-35 — по году принятия на вооружение). 
Тяжёлая бронедрезина БДТ создана на шасси мотовоза МЗ/2 Калужского машиностроительного завода (с мотором ЗИС-5), в шасси изменений не внесли. Корпус сварной, борта из бронелистов толщиной 16 мм, крыша и листы, близкие к горизонтальным — 10 мм и горизонтальные поверхности крыши и низ — 8 мм, низ съёмный и прикреплён к раме мотовоза Мз на болтах. 
Вооружение бронедрезины из 45-мм пушки со спаренным пулемётом ДТ в башне танка Т-26 в средней части корпуса бронедрезины, трёх бортовых пулемётов Максим в шаровых установках, ДТ в задней стенке корпуса дрезины и спаренной зенитной установки пулемётов Максима типа НИАП в задней части корпуса, она выдвигалась и вела огонь через сдвижной люк в крыше. Возимый боекомплект 154 45-мм снаряда, 21 000 патронов к пулемётам Максим и 1536 к пулемётам ДТ. 
Для посадки и высадки экипажа из 9 человек две двери в бортах, для наблюдения в правом борту корпуса откидывающийся вверх люк, а при движении под огнём перед водителем устанавливали перископ «Разведчик». 
Бронедрезину оснащали радиостанцией 71-ТК-1 с поручневой антенной и механизмом для подъёма и перехода на параллельный путь. Он состоял из гидравлического подъёмника с поворотным кругом на шариковой опоре и балок. Бронедрезину сначала вывешивали на подъемнике, потом поворачивали на 90 градусов, лебёдкой перекатывали по уложенным поперёк путей балкам на параллельный путь, разворачивали и опускали на рельсы.
В конце 1935 года опытную бронедрезину передали в отдельный полк бронепоездов для войсковых испытаний. Тяжёлую бронедрезину БДТ испытывали 30 ноября 1935 года — 26 марта 1936 года на маршруте Брянск — Смоленск — Орёл, за время испытаний её общий пробег 1060 км. Этот пробег позволил внести небольшие изменения в конструкцию бронедрезины для большей её надёжности. Также в это время выбирали завод для серийного производства бронедрезин. Выбрали Подольский крекингоэлектровозостроительный завод — завод уже имел опыт изготовления броневых корпусов для танкеток Т-27 и танков Т-37. 
На 1936 год дали план 10 БДТ, но его невыполнили по нескольким причинам. В частности, 13 июня 1936 года представитель военной приёмки на крекингоэлектровозостроительном заводе написал в автобронетанковое управление (АБТУ) письмо «О результате переговоров на заводе КЭС по вопросу форсированного изготовления тяжёлых бронедрезин (БДТ) по заданию Генерального Штаба Красной Армии», в нём написано, что по договору завод должен сдать в августе и сентябре по одной БДТ и по БДТ чертежи будут готовы к 20 июня 1936 года. На Подольском заводе идёт заготовка деталей БДТ. По результатам переговоров об ускорении сдачи бронедрезин технический директор Акопов сообщил сроки: в августе две и в сентябре семь БДТ. Так к октябрю  1936 года план по бронедрезинам должен быть выполнен. Но прогноз очень оптимистичен. Например, 28 сентября 1936 года директор Подольского завода писал в АБТУ что на сегодняшний день не получили башни танка Т-26 с завода № 174» и в результате, до конца 1936 года РККА сдано 2 БДТ.
Планом на 1937 год Подольский крекингоэлектровозостроительный завод должен был изготовить 20 бронедрезин БДТ, но завод сдал АБТУ только 2 БДТ, после чего выпуск бронедрезин прекращён. Так в 1935-1937 годах заводы дали РККА пять бронедрезин БДТ. При этом часть бронедрезин изготовления крекингоэлектровозостроительного завода не со сварными, а с клёпанными корпусами, из-за того, что завод не освоил сварку цементированной брони.

## Служба и боевое применение
По первоначальному плану бронедрезины должны были входить в бронепоездные подразделения. 15 июля 1935 года, ещё во время заводских испытаний опытной бронедрезины, руководство УММ направило начальнику штаба РККА Егорову проект новой организации бронепоездных частей. По нему каждый отдельный бронепоезд, не входивший в дивизион бронепоездов, должен был иметь одну тяжёлую бронедрезину (БДТ), 1 дрезину-транспортёр ДТР и 3 бронемашины на железнодорожном ходу (2 БА-6жд и 1 ФАИ-жд). 
Но в начале 1936 года появились новые взгляды на использование бронедрезин в специальных подразделениях. Прежде всего, ими предполагали охранять и оборонять железные дороги большой протяжённости в районах где мало автомобильных дорог — в Сибири и на Дальнем Востоке. Это объясняли тем, что по сравнению с бронепоездами бронедрезины меньше зависели от железнодорожной системы обеспечения водой и углём, имели большой запас хода (до 250 км) и большую скорость — до 75 км/ч (бронепоезда имели скорость до 50 км/ч, а запас хода по воде до 100 км и требовали регулярных промывок котлов паровозов). Поэтому директивой начальника Генерального Штаба РККА от 28 мая 1936 года командующему Белорусским военным округом предписано к 1 августа сформировать при отдельном полку бронепоездов опытный батальон бронедрезин. По штату в батальоне должно быть: 268 человек личного состава (40 среднего и старшего командного состава, 86 младшего командного состава и 134 рядовых), 10 бронедрезин БДТ-35, 1 штабная бронедрезина ДШ, 21 бронемашина-дрезина БА-3жд, 9 ФАИ-жд и так далее.
15 августа 1936 года командир полка бронепоездов майор Брусин доложил в УММ: «Опытный батальон бронедрезин, сформированный при Отдельном полку бронепоездов из новобранцев призыва июля 1936 года с 5-7 сентября должен пройти опытные учения в Белорусском военном округе. Подготовку специалистов батальон закончил к 6 августа. К сегодняшнему дню батальон получил лишь одну бронемашину ФАИ-жд без домкрата».
На 22 октября 1936 года в батальоне уже 1 одна БДТ, одна ДШ и 19 бронемашин на железнодорожном ходу (10 БА-6жд и 9 ФАИ-жд). Летом 1937 года он переименован в 5-й отдельный батальон бронедрезин и переведён на новый штат № 16/716, по которому должен иметь 5 бронедрезин (4 БДТ и 1 ДШ), 39 бронемашин на железнодорожном ходу (30 БА-6жд и 9 ФАИжд) и другие небронированные машины. 
В сентябре 1937 года 5-й отдельный батальон бронедрезин (5-й оббдр) из Брянска перебросили на станцию Бурея, где он вошёл в ОКДВА. В 1937-1941 годах батальон занимался боевой подготовкой и обустройством расположения. У батальона шефы рабочие угольных копей Кивда Хабаровского края, вручившие в сентябре 1939 года шефское знамя за отличную боевую подготовку.
С началом Великой Отечественной войны батальон перешёл на штат военного времени и на 1 июля 1941 года имел (по штату/наличие): 
30/22 БА-6 жд; 9/9 ФАИ-жд; 5/5 бронедрезин (4 БДТ и 1 ДШ) и другую небронированную технику. 
За 1942-1945 год батальон занимался боевой подготовкой и построил три рубленных, оштукатуренных, с цементным полом наземных парка боевых машин по 800 м3, мастерскую, пекарню, клуб на 300 человек, столовую, штаб, классы для учёбы, организовал подсобное хозяйство. 
9 августа 1945 года 5-й оббдр колёсными бронемашинами совершил марш и сосредоточился в Константиновке. С 12 августа батальон участвовал в боях с японцами в Маньчжурии, обеспечивая переброску генералов для руководства боем и одной ротой охранял важнейшие шоссейные дороги и сопровождал Военный совет 2-й армии для переговоров о капитуляции в городе Сун-У. Бронедрезины охраняли железную дорогу.
2 ноября 1945 года командиру батальона шифротелеграмма Генерального Штаба РККА, по которой 5-й батальон бронедрезин расформировывался и предписано: ...боевую матчасть сдать на военный склад. ... К 15 ноября батальону прибыть на формирование 111-й танковой дивизии ... со всем личным составом штатной численности...»

### О пятой бронедрезине
К началу Великой Отечественной войны она в 60-м отдельном бронепоезде. Её использовали как минимум до 1944 года, сначала в 60-м отдельном бронепоезде, затем в 60-м дивизионе бронепоездов. 
Из «Отчёта о боевых действиях 60-го отд. Бронепоезда за период с 24.6.41 г. по 1.5.42 г.» следует, что: «14 июля 1941 года со станции Веймарн БДТ отправлена со взводом десантной роты для охраны жел. дор. моста через р. Лугу у станции Клёны.
13 августа 1941 года БДТ вела разведку на перегоне Волосово—Извара. На станции Извара немецкие самолёты разбили все пути и БДТ прибыла в Красногвардейск для выезда на ст. Волосово... 
18 августа 1941 года со станции Любань БДТ с делегатом связи вышла для установления связи с 2-м полком НКВД. Возвратившийся делегат из района Чудово командира полка не нашёл, разрушен мост через Волхов, немецкими самолетами разбит нечётный путь и у станции Бабино два сошедших с рельс паровоза... 
1 мая 1942 года. Бронедрезина БДТ... за все время боевых действий бронепоезда вела разведку железнодорожного пути, местности и противника у железных дорог, а 15 ноября 41 года БДТ, находясь на перегоне Волховстрой-Куколь, ведя разведку, уничтожила огнём 1 легковую машину, 6 повозок с боеприпасами и до 80 немцев».